# Csiromedusidae
Famille
Csiromedusidae est une famille de méduses hydrozoaires faisant partie des cnidaires.

## Liste des genres
Selon World Register of Marine Species (27 mars 2016), Csiromedusidae comprend le genre suivant :
- genre Csiromedusa Gershwin & Zeidler, 2010